# 胡云客
胡云客（？—？），浙江德清人，清朝政治人物。举人出身。
康熙二十八年（1689年），擔任清朝廣州府南海縣知縣。后由金玉壂接任。